# Coris bulbifrons
Coris bulbifrons es una especie de peces de la familia Labridae en el orden de los Perciformes.

## Morfología
Los machos pueden llegar alcanzar los 60 cm de longitud total.

## Distribución geográfica
Se encuentra en Australia y la isla de Lord Howe.